# Peixotoa
Peixotoa es un género que comprende 29 especies de vides, arbustos y subarbustos perteneciente a la familia Malpighiaceae. Son nativos de Brasil y las cercanas  Paraguay y Bolivia. 

## Especies
- Peixotoa adenopoda
- Peixotoa axillaris
- Peixotoa bahiana
- Peixotoa caterinensis
- Peixotoa cipoana
- Peixotoa cordistipula
- Peixotoa glabra
- Peixotoa sericea
- Peixotoa spinensis